# 余心度
余心度（？—17世紀），本名余朝相，字君卜，江西九江府瑞昌縣人，明朝、南明政治人物。

## 生平
萬曆四十三年（1615年）乙卯科舉人，崇禎四年（1631年）辛未科進士，吏部观政，同年授直隸吳江縣知縣，上陳關於漕政的十件事；七年丁忧归乡。十年補任順昌知县，於當地建立書院，捐贈學田及管理保甲。十一年升刑部浙江司主事，十二年调任兵部车驾司主事，歷升禮部員外郎、廣西督學僉事、太常寺卿。
永曆初，代替魯可藻以都察院副都御史巡撫廣西。余心度個性正直而恬淡，為官享有清譽，廣為傳聞。後來他入朝任職兵部右侍郎，和顏鼎受在兵士中穿梭，共同處理艱險。南明滅亡，他隱居在侗族聚居地不再出仕。

## 引用
1. ↑  《崇祯四年辛未科三百五十名进士履历》：余朝相，君卜，礼记房，壬寅八月十五日生。瑞昌人，乙卯六十四，会一百九十，三甲六十二名。吏部政，授吴江知县，甲戌丁忧，丁丑補順昌县，戊寅升刑部浙江司主事，己卯调兵部车驾司主事。曾祖勝宗。祖敏。父有慶。
2. 1 2  錢海岳《南明史·卷五十六·列傳第三十二》：（余）心度，本名朝相，字君卜，瑞昌人。授吳江知縣，陳漕政十事。調順昌，立書院，捐學田，治保甲。
3. ↑  《吳江縣志》
4. ↑  錢海岳《南明史·卷五十六·列傳第三十二》：累遷禮部員外郎、廣西督學僉事、太常卿，以副都御史巡撫廣西。端方恬靜，居官清譽，所在彰聞。入為兵部右侍郎，與顏鼎受崎嶇兵間，共濟艱險。國亡，隱僚峒不出。